# Paepalanthus glaucophyllus
Paepalanthus glaucophyllus är en gräsväxtart som beskrevs av Silveira. Paepalanthus glaucophyllus ingår i släktet Paepalanthus och familjen Eriocaulaceae. Inga underarter finns listade i Catalogue of Life.